# 冷阴极计数管
冷阴极计数管是一类特殊的电子管，曾在二十世纪五六十年代的计算机中作为随机存取存储器使用。

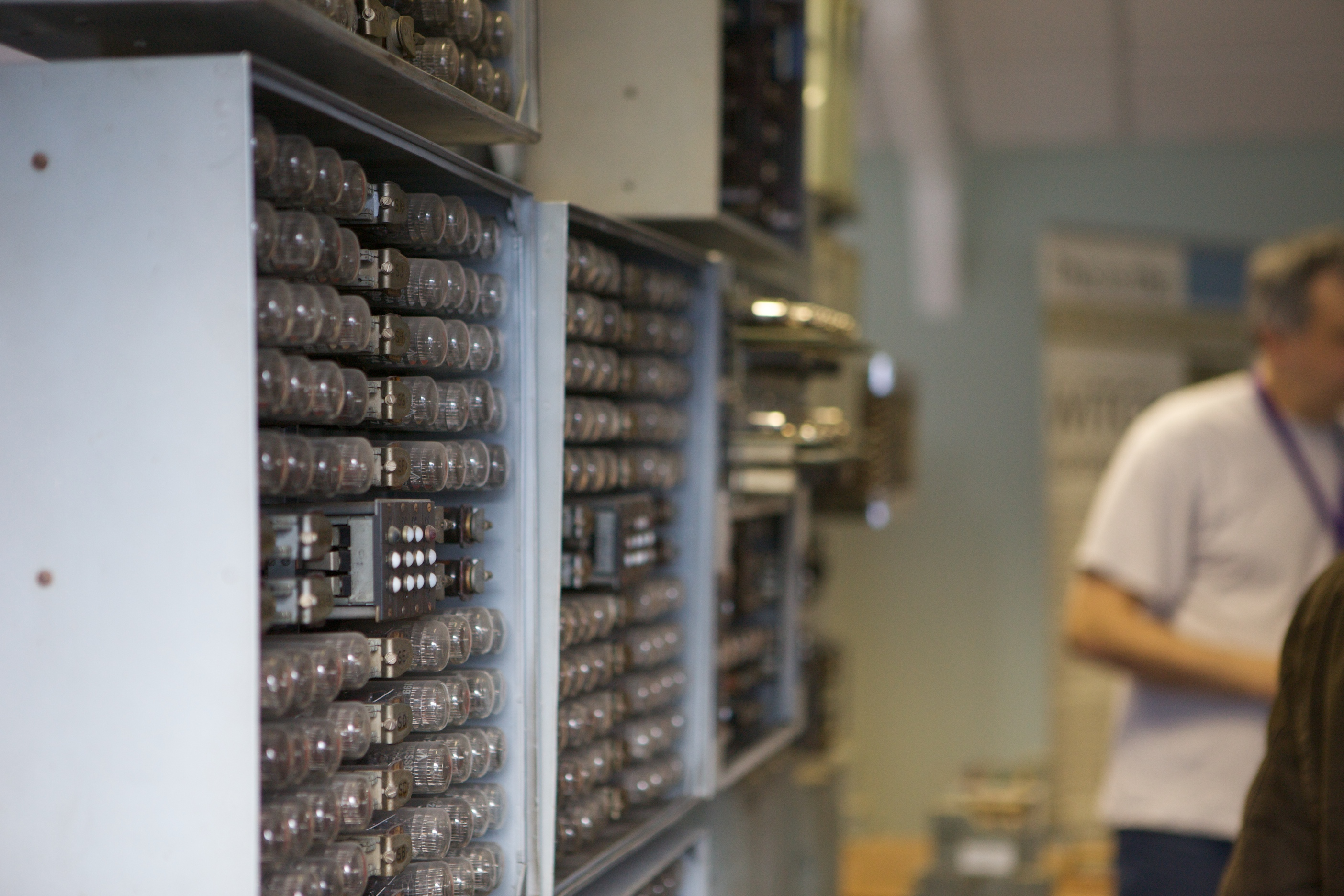
WITCH计算机中使用了数量巨大的计数管

工作中的计数管

## 内部结构
计数管内部填充有氦、氖等惰性气体，类似气体辉光管，因而具有较长的寿命。计数管大致可以分为两类：共阴极计数管与独立阴极计数管。共阴极计数管内部阴极相连（‘0’阴极除外），‘0’阴极被单独引出以用于联级传输脉冲（例如十进制计数管1-9阴极相连），在管子中心有一个圆板状阳极（某些计数管带有辅助阳极），此外还有2个控制极，位于每一阴极的左右两边，用来控制脉冲传递的方向。独立阴极计数管结构大致与共阴极相同，只是每一个阴极被独立引出。

## 计数管的工作
由于不同型号的计数管气体成分与放电间隙有一定差异，因而工作电压也不相同。类似于冷阴极充气管（通常叫做稳压管），操作時需要在阳极加上一定的高压才能使其正常工作，一般在450V上下。可以将一枚计数管看作数个冷阴极充气管被封装在同一个玻璃泡内。从这个观点来看，将会找到许多与之相似的特征，因而某些参数的计算也可以参照充气管进行。

### 阶段1：辉光放电

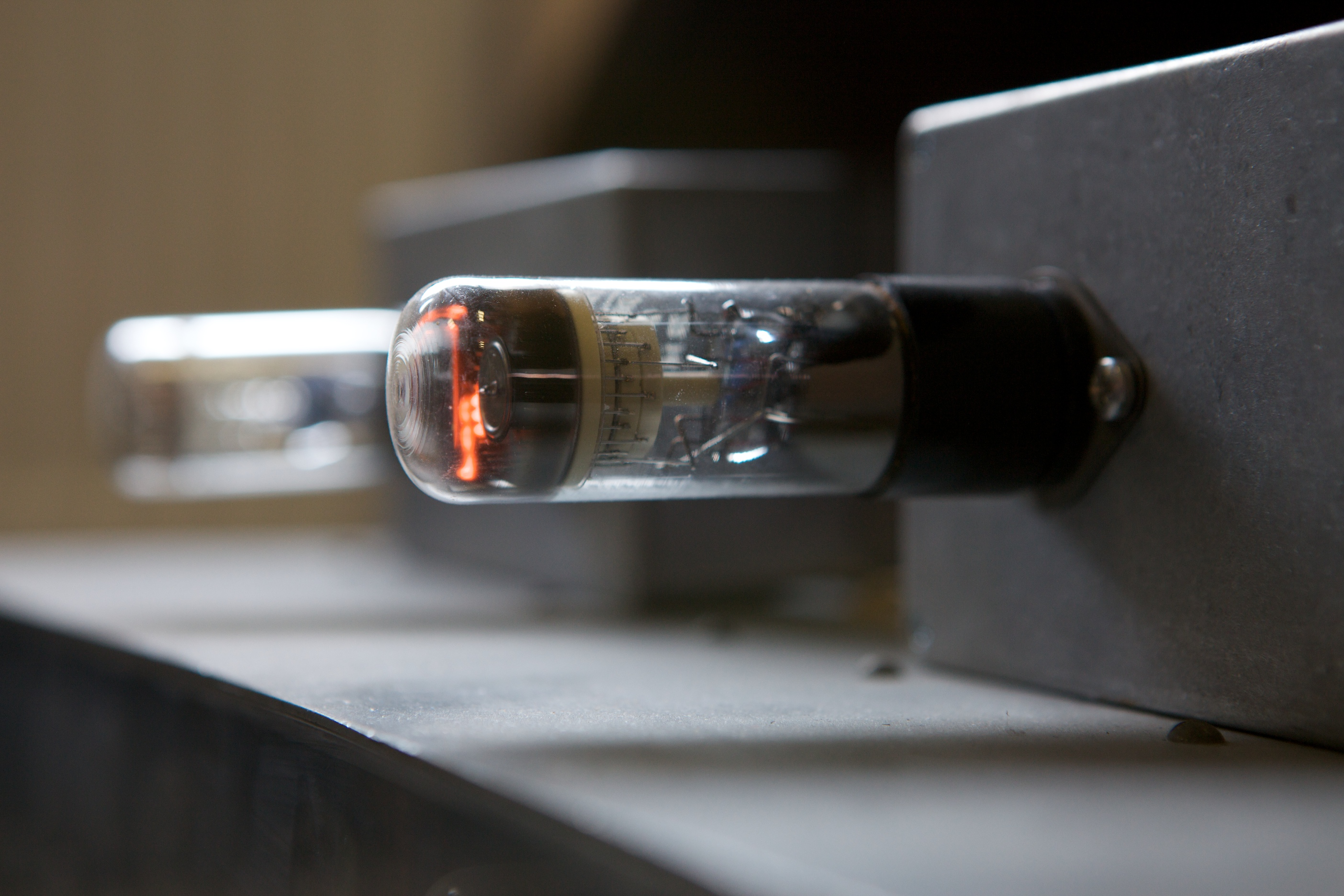
工作中的计数管

当阴极与阳极之间的电压逐渐升高，原本存在于气体内部少量离子获得动能，向电极方向移动，不断撞击稀有气体分子使其电离，在阴极与阳极之间产生微小电流，当电压达到一定数值时，阴极附近會產生明亮的辉光，此时阴极与阳极之间电压恒定，这是辉光放电过程的一个显著特征。由于气体成分不同将导致辉光放电的颜色有少许差异。计数管的内部构造决定了第一次放电会随机出现在某一阴极上，因此需要额外的电路完成复位操作。

### 阶段2：辉光转移
该过程的实现是利用两枚控制电极完成的，利用控制极1与控制极2脉冲先后，可以控制向上一阴极或下一阴极转移。转移的速度决定了计数管的工作频率，充入惰性气体的计数管工作频率通常较低，一般在5kHz上下，而充入氢气的计数管频率可以高达几百kHz。

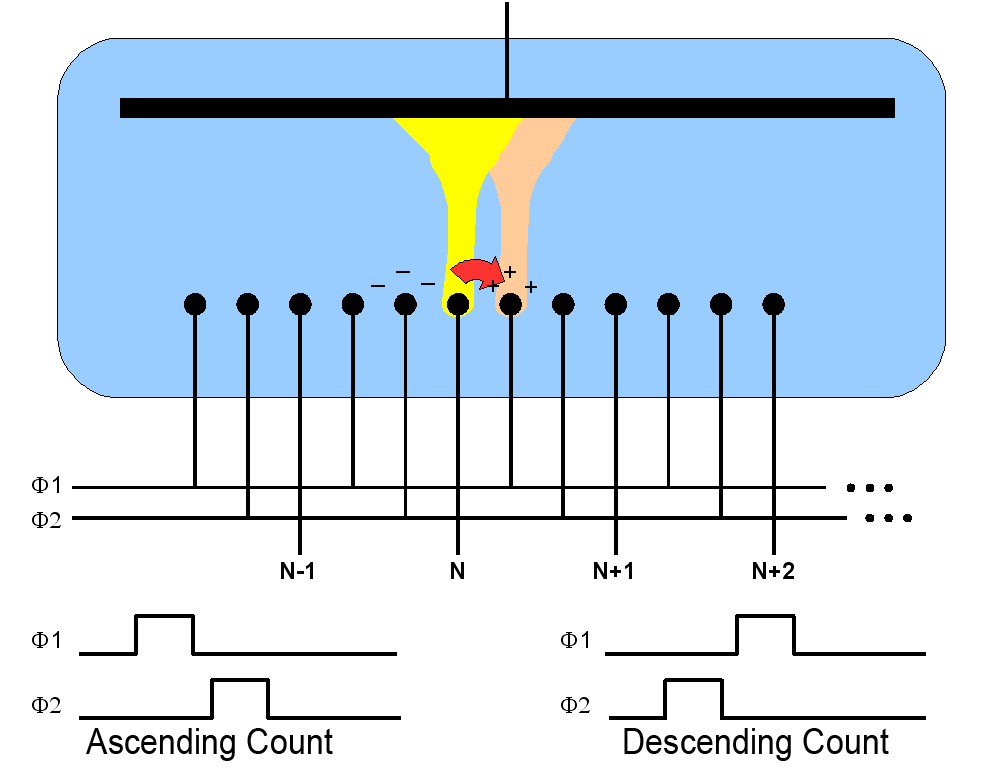
辉光转移过程示意

随着电子管被半导体器件几乎全面替代（电子管仍在某些特定领域发挥不可替代的作用），计数管也失去其原来的用途，无论是分频还是存储，都远远落后于半导体器件。但也仍有不少爱好者使用计数管来制作电子钟或某些指示器。